# Loami
Loami és una població dels Estats Units a l'estat d'Illinois. Segons el cens del 2000 tenia 804 habitants.

## Demografia
Segons el cens del 2000, Loami tenia 804 habitants, 300 habitatges, i 231 famílies. La densitat de població era de 316,8 habitants/km².
Dels 300 habitatges en un 40,7% hi vivien nens de menys de 18 anys, en un 58% hi vivien parelles casades, en un 12,3% dones solteres, i en un 22,7% no eren unitats familiars. En el 19% dels habitatges hi vivien persones soles el 9,3% de les quals corresponia a persones de 65 anys o més que vivien soles. El nombre mitjà de persones vivint en cada habitatge era de 2,68 i el nombre mitjà de persones que vivien en cada família era de 2,99.
Per edats la població es repartia de la següent manera: un 28,7% tenia menys de 18 anys, un 8,7% entre 18 i 24, un 32% entre 25 i 44, un 21,5% de 45 a 60 i un 9,1% 65 anys o més.
L'edat mediana era de 35 anys. Per cada 100 dones de 18 o més anys hi havia 92,3 homes.
La renda mediana per habitatge era de 46.591 $ i la renda mediana per família de 48.200 $. Els homes tenien una renda mediana de 35.795 $ mentre que les dones 27.125 $. La renda per capita de la població era de 17.661 $. Aproximadament el 5,7% de les famílies i el 10% de la població estaven per davall del llindar de pobresa.

## Poblacions més properes
El següent diagrama mostra les poblacions més properes.